# Гайді Дітгельм Ґербер
Гайді Дітгельм Ґербер (нім. Heidi Diethelm Gerber, нар. 20 березня 1969, Мюнстерлінген, Швейцарія) — швейцарська спортсменка, стрілець, бронзова призерка Олімпійських ігор 2016 року.

## Виступи на Олімпіадах
| Олімпіада           | Дисципліна                       | Місце |
| ------------------- | -------------------------------- | ----- |
| Лондон 2012         | пневматичний пістолет, 10 метрів | 35    |
| Лондон 2012         | пістолет, 25 метрів              | 29    |
| Ріо-де-Жанейро 2016 | пневматичний пістолет, 10 метрів | 35    |
| Ріо-де-Жанейро 2016 | пістолет, 25 метрів              | 3     |

## Зовнішні посилання
- Гайді Дітгельм Ґербер — олімпійська статистика на сайті Sports-Reference.com (англ.) (архівна версія)